# Einar Már Guðmundsson
Einar Már Guðmundsson (Reykjavík, 18 settembre 1954) è uno scrittore islandese, sia poeta che romanziere, ma anche traduttore.
Einar Már Guðmundsson è cresciuto a Reykjavík e nel 1979 ha ricevuto un Bachelor of Arts in letteratura comparata e storia da parte dell'Università d'Islanda. Negli anni successivi ha lavorato nel dipartimento di letteratura comparata dell'Università di Copenaghen.
Einar Már Guðmundsson vive a Reykjavík con la moglie e i suoi cinque figli.

## Opere
- 1980:	Er nokkur í kórónafötum hér inni? ("Chi sta indossando gli abiti del re?")
- 1980: Sendisveinninn er einmana ("La solitudine del facchino")
- 1981: Róbinson Krúsó snýr aftur ("Robinson Crusoe ritorna a casa")
- 1982: Riddarar hringstigans ("I cavalieri della scala a chiocciola")
- 1983: Vænggjasláttur í pakrennunum ("Battito d'ali sul tetto")
- 1986: Eftirmáli regndroppana ("Epilogo delle gocce di pioggia")
- 1988: Leitin að dýragarðinum ("Alla ricerca dello zoo")
- 1990: Rauðir Dagar ("Giorni rossi")
- 1991: Klettur í hafi ("La roccia nell'oceano")
- 1992: Fólkið í steininum ("Il popolo della roccia")
- 1993: Hundakexið ("Il biscotto del cane")
- 1993:	Englar Alheimsins ("Angeli dell'universo")
- 1997: Fótspor á himnum ("Orme nel cielo")

## Premi e riconoscimenti

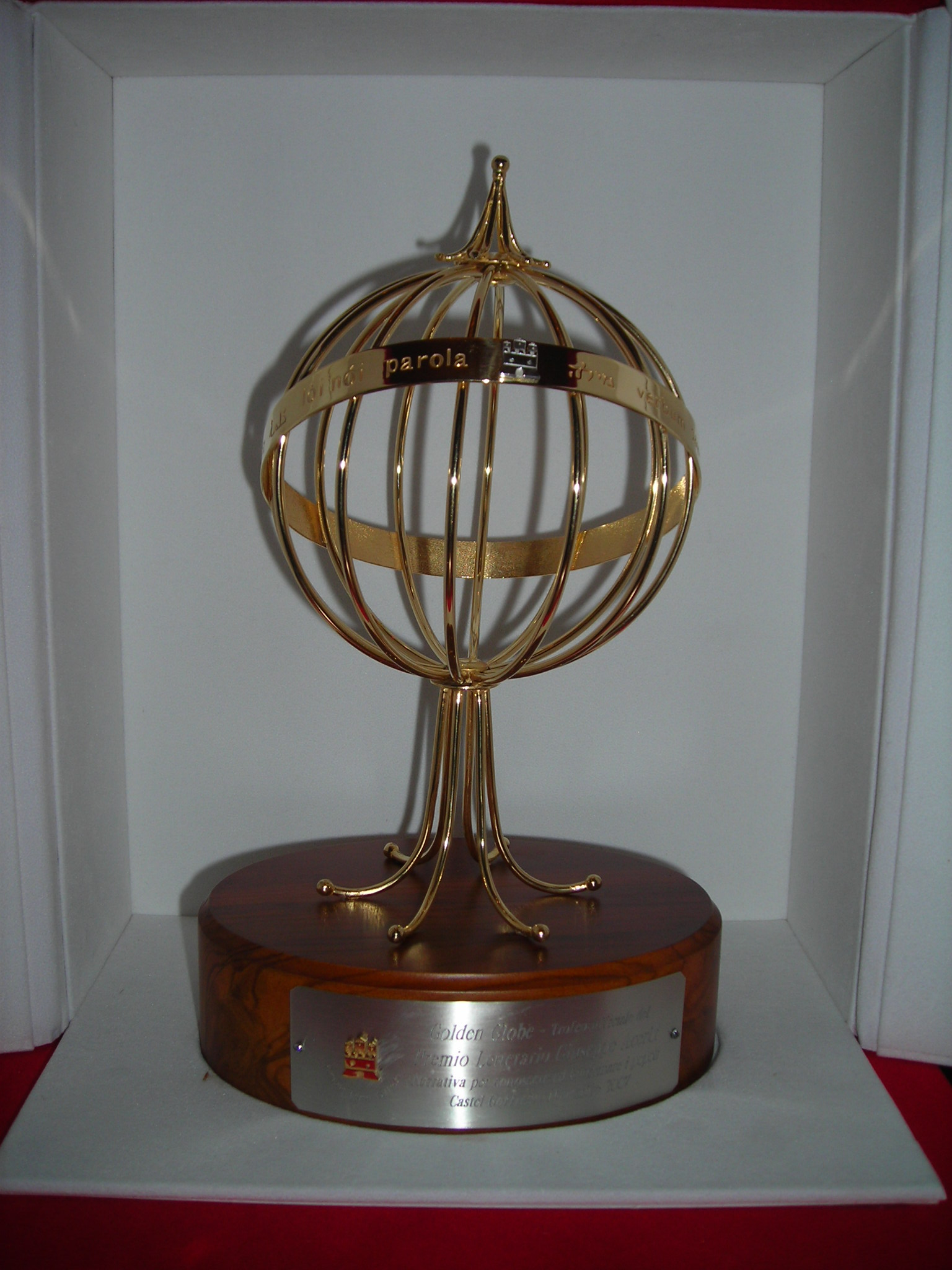
Premio letterario Giuseppe Acerbi.

- 1995 - Nordisk råds litteraturpris[1]
- 1999 - Premio letterario Giuseppe Acerbi per il romanzo Angeli dell'Universo[2]
- 2012 - Svenska Akademiens nordiska pris[3]
- 2015 - Premio Letterario Islandese per il romanzo Hundadagar[4]

## Onorificenze

### In italiano
- Angeli dell'universo ("Englar Alheimsins", 1993, trad. it. di Fulvio Ferrari, 1997), Iperborea (ISBN 88-7091-068-7)
- Orme nel cielo ("Fótspor á himnum", 1997, trad. it. di Fulvio Ferrari, 2003), Iperborea (ISBN 88-7091-113-6)